# ユン・ソア
ユン・ソア（韓国語：윤서아、本名：イム・ソヌ、韓国語：임선우、2000年9月30日 - ）は9アートエンターテインメント所属の大韓民国の女優である。

## 出演

### ドラマ
- 復讐ノート（2017年、ウェブドラマ）
- バッドパパ（2018年、MBC）- ウァン・ヘジ役
- 恋愛革命（2020年、ウェブドラマ）- ペ・ジヨン役
- わかっていても（2021年、JTBC）- キム・ジワン役[1]
- 最愛の敵〜王たる宿命〜（2022年、KBS）- トングム役